# D.KO records
 (janvier 2019).
D.KO Records est un label musical français de musique house basé à Paris. Il est composé notamment des artistes Mézigue, Flabaire (Ralph Maruani), Paul Cut et Mad Rey (Quentin Leroy).
Le label est considéré comme un acteur du renouveau de la house en France.[réf. souhaitée]

## Origines
D.KO est initialement un collectif d'artistes, qui se structure en label en 2013.
Le nom "D.KO" est tiré de la personnalité "déconnectée" d'un des amis du collectif.

## Discographie
- D.KO01 : V.A. - Cœur d'artichaut
- D.KO02 : Mad Rey - Quartier sex
- D.KO03 : Flabaire - Early Reflections
- D.KO04 : V.A. - Join the groove
- D.KO05 : Braque - Maraude
- D.KO06 : V.A. - Malibv
- D.KO07 : Mad Rey - Salon de thé
- D.KO08 : Paso - We can see that
- D.KO09 : Paul Cut / LB aka Labat - Split Shit
- D.KO10 : Mezigue - Mangez moi
- D.KO11 : V.A. - Cœur de palmier
- D.KO12 : Flabaire - Memories From Outer Space
- D.KO13 : Mezigue - Kestuf daronne ?
- D.KO14 : LB aka Labat - Queendom
- D.KO15 : V.A. - Santa Claude
- D.KO16 : Mad Rey - Balabushka
- D.KO17 : Rag Dabons - T'es plus le même depuis que t'as changé
- D.KO18 : Paul Cut - Doum Doum
- D.KO19 : Jónbjörn, Neotnas - Eastern Split
- D.KO20 : brAque - Mouvance
- D.KO21 : Various - Beignet de Chaussette
- D.KO22 : Mad Rey / Mézigue - Spliff Shit
- D.KO23 : Toke - Mind Motion
- D.KO24 : Gabriel - 33 Curial
- D.KO25 : Various - Coeur De Pierre
- D.KO26 : Secret Value Orchestra - Live In Houston
- D.KO27 : Paul Cut - Ma Pauvre Cousine
- D.KO28 : Various - Bicravia
- D.KO29 : Mud Deep - Midgar
- D.KOLP01 : Flabaire - It's Just a Silly Phase I'm Going Through
- D.KOLP02 : Secret Value Orchestra - Unidentified Flying Object
- D.KOLP03 : Mézigue - Votez Mézigue
- D.KOLP04 : Flabaire - Bandwidth
- D.KOLP05 : Foreign Sequence - Are Faces Really Necessary ?
- D.KOLP06 : Mézigue - Votez Mézigue
- D.KOLP07 : Flabaire - Layers
- D.KORL01 : Mad Rey - Bon Souvenir
- D.KOHS01 : Secret Value Orchestra - Serious Intentions
- D.KOHS02 : Larry Houl - Diaries

La distribution est effectuée par YYDistribution.